# 사샤 페트로비치
사샤 페트로비치(영어: Saša Petrović, 1966년 12월 31일 ~ )는 몬테네그로 출신의 전 축구 선수이다.
1996년 전남드래곤즈에 입단하여 1996 시즌부터 1997 시즌까지 두 시즌 동안 활약하였다. K리그에서 등록명은 페트로를 사용하였으며 전남은 1995년 입단한 유리 쉬쉬킨이 고국 러시아로 되돌아간 데 이어   아무런 대안 없이 수준급 골키퍼 박철우를 수원 삼성로 이적시킨 것 외에도 박종문이 군 입대를 위해 1996년 경찰 축구단에 입단하여 당시 남은 골키퍼로는 유공 대우에서 각각 이적한 김민철 류영록  밖에 없었는데 류영록이 부상 후유증 때문에 경기 출전이 어려워 경험이 부족한 김민철 하나로는 안 된다고 판단하여 1996년 시즌 중 페트로를 영입했었다.